# Jürgen Halper
Jürgen Halper (* 17. November 1974) ist ein ehemaliger österreichischer Fußballspieler und nunmehriger -trainer.

## Karriere
Halper begann seine Karriere im Nachwuchsbereich des SV Oberwart. Nach mehreren Wechseln, wobei er unter anderem auf Kooperationsbasis seinem Heimatverein ASKÖ Rotenturm und der Fußballakademie Burgenland angehörte, wechselte er im Sommer 1993 endgültig zum Zweitligisten SV Oberwart. In der Saison 1995/96 musste er mit den Oberwartern in die Regionalliga absteigen. Im Jänner 1997 wechselte er zum Bundesligisten SCN Admira/Wacker. In der Saison 1996/97 absolvierte er zehn Spiele in der Bundesliga. Zur Saison 1997/98 wechselte er zum Zweitligisten TSV Hartberg. Mit den Hartbergern musste Halper in jener Saison in die Regionalliga absteigen. Im Sommer 1998 schloss er sich dem Zweitligisten SV Braunau an. Zur Saison 1999/2000 kehrte er zur inzwischen viertklassig spielenden SV Oberwart zurück. Im Sommer 2000 schloss er sich dem Regionalligisten SC Eisenstadt an. Nach weiteren Regionalligastationen beim SV Hundsheim, beim Floridsdorfer AC und beim DSV Fortuna 05, wechselte er zum ASK Kohfidisch. Es folgten weitere Stationen bei der zweiten Kampfmannschaft des SC-ESV Parndorf 1919, bei seinem Jugendklub Rotenturm und beim FC Deutschkreutz.
Seine Trainerkarriere startete Halper 2007 als Spielertrainer beim SV Stuben in der fünftklassigen II. Liga Süd, wo er sich von Beginn an als Stammkraft einsetzte. Mit der Mannschaft rangierte er im Endklassement der Spielzeit 2007/08 auf dem zwölften von 16 Tabellenplätzen. Bei 24 von 28 möglich gewesenen Ligaspielen und sieben erzielten Treffern erreichte Halper mit seiner Mannschaft in der Saison 2008/09 den 7. von 15 Plätzen in der Endtabelle. In der Spielzeit 2009/10 konnte er diese Leistung noch einmal übertreffen und setzte sich selbst in 26 der 28 Meisterschaftsspiele ein, wobei ihm elf Tore gelangen und er mit der Mannschaft auf dem vierten Tabellenplatz in der 15er-Liga abschloss. Nachdem die Liga in der darauffolgenden Saison 2010/11 nur mehr 14 teilnehmende Mannschaften hatte, konnten Jürgen Halper und sein Team den vierten Tabellenplatz verteidigen und beendeten auf ebendiesem die Saison. Selbst setzte sich Halper in 20 der 26 möglich gewesenen Ligapartien ein, wobei er sechs Treffer beisteuerte. Ähnlich verlief auch die Saison 2011/12, in der Halper die Mannschaft auf den sechsten Rang führte. Hierbei setzte er sich selbst in 19 der 26 Meisterschaftsspiele ein und erzielte vier Treffer. In der Spielzeit 2012/13 erfolgte schließlich ein Umbruch. Nachdem er bis zu 13. Runde zu lediglich sechs Einsätzen, wovon er im Grund nie durchspielte, gekommen war, trat er sein Traineramt ab der 14. Meisterschaftsrunde an Roland Laschober ab. Danach verließ er den Verein, um sich komplett seiner bislang parallel hierzu ausgeführten Tätigkeit im Nachwuchsbereich des Floridsdorfer AC zu widmen.
Bereits im darauffolgenden Jänner 2013 legte er seinen Spielerpass bei seinem Heimatverein ASKÖ Rotenturm zurück und absolvierte bei diesem bis zum Saisonende 2012/13 13 Ligaspiele in der sechstklassigen 1. Klasse Süd. Bei seinem Debütspiel am 17. März 2013, einem 4:1-Heimerfolg über den SV Sankt Michael im Burgenland, wurde Halper über die volle Spieldauer eingesetzt und steuerte zwei Treffer bei. Am Saisonende rangierte die Mannschaft auf dem dritten von 17 Tabellenplätzen und war in 15 der 16 Ligaspiele seit Halpers Wechsels zum Verein ungeschlagen geblieben. In weiterer Folge verließ er seinen Heimatverein und wurde zu Beginn der Saison 2013/14 als Trainer des Regionalligisten SV Neuberg vorgestellt. Nachdem er bis zur 23. Meisterschaftsrunde mit der Mannschaft im Tabellenmittelfeld vertreten war, wurde Halper im April 2014 entlassen. Neben seiner Trainertätigkeit im Verein absolvierte er zwei Meisterschaftsspiele für die zweite Kampfmannschaft des SV Neuberg in der sechstklassigen 1. Liga Süd und gehörte weiterhin dem Nachwuchstrainerstab des Floridsdorfer AC an.
Im Juli 2014 wurde er Co-Trainer der Profimannschaft des Floridsdorfer AC, wo er bereits seit 2011 als Nachwuchstrainer fungierte. Davor sagte er bereits dem SV Oberwart, der ebenfalls auf Trainersuche war, ab. Seinen Spielerpass legte er daraufhin abermals bei seinem Heimatverein ASKÖ Rotenturm zurück, kam für diesen jedoch in keinem Meisterschaftsspiel zum Einsatz. Im August 2015 wurde er als Co-Trainer von Thomas Flögel abgelöst, nachdem Peter Pacult als Cheftrainer eingestellt wurde. Nachdem er sich in weiterer Folge wieder der vereinseigenen Nachwuchs gewidmet hatte, wurde er im Jänner 2016 selbst zum Cheftrainer der Floridsdorfer. Anfang Dezember 2016 wurde Halper, nachdem seine Mannschaft zu jenem Zeitpunkt nach 20 Spielen mit 17 Punkten auf dem neunten Rang und somit auf einem Abstiegsplatz rangierte, entlassen. Noch während der Spielzeit 2015/16 absolvierte er ein einziges Meisterschaftsspiel für seinen Heimatverein ASKÖ Rotenturm; weitere Einsätze in dieser Saison folgten nicht mehr.